# Kevin Fletcher
Kevin Fletcher (ur. 11 stycznia 1980 w Denver) – amerykański koszykarz, skrzydłowy.

## Osiągnięcia
Drużynowe
- Brązowy medalista mistrzostw Grecji (2007)
- Uczestnik rozgrywek:
  - Euroligi (2006/07)[1]
  - Eurocup (2009/10)[1]
  - ligi VTB (2013/14)

Indywidualne
- Uczestnik:
  - portugalskiego All-Star Game (2004)[2]
  - meczu gwiazd PLK (2006)[2]
- Lider play-off PLK w średniej zbiórek (2005)[3]